# Zavoločí
Zavoločí je historická oblast 10. až 14. století v povodí Severní Dviny a Oněgy, za volokami spojující Oněžské jezero s Bílým jezerem a řekou Šeksnou (které se nachází na území moderní Vologdské oblasti). Ve středověku území oplývalo kožešinovými zvířaty a velkými nalezišti solí. Obyvatelé se věnovali především zemědělství, rybolovu a lovu kožešinové zvěře. S rozšiřováním území Novgorodské republiky se postupně měnila i země, která byla označována jako Zavoločí. Nejprve se takto označovala země nejblíže jezer, pak oblast kolem Vyčegdy a nakonec povodí Pečory.
Zavoločí bylo obsazeno Novgorodem až ve druhé polovině 11. století, ale až v polovině 13. století bylo Zavoločí plně začleněno do obchodní republiky, spravováno úřady a novgorodská moc byla plně konsolidována.

## Dějiny

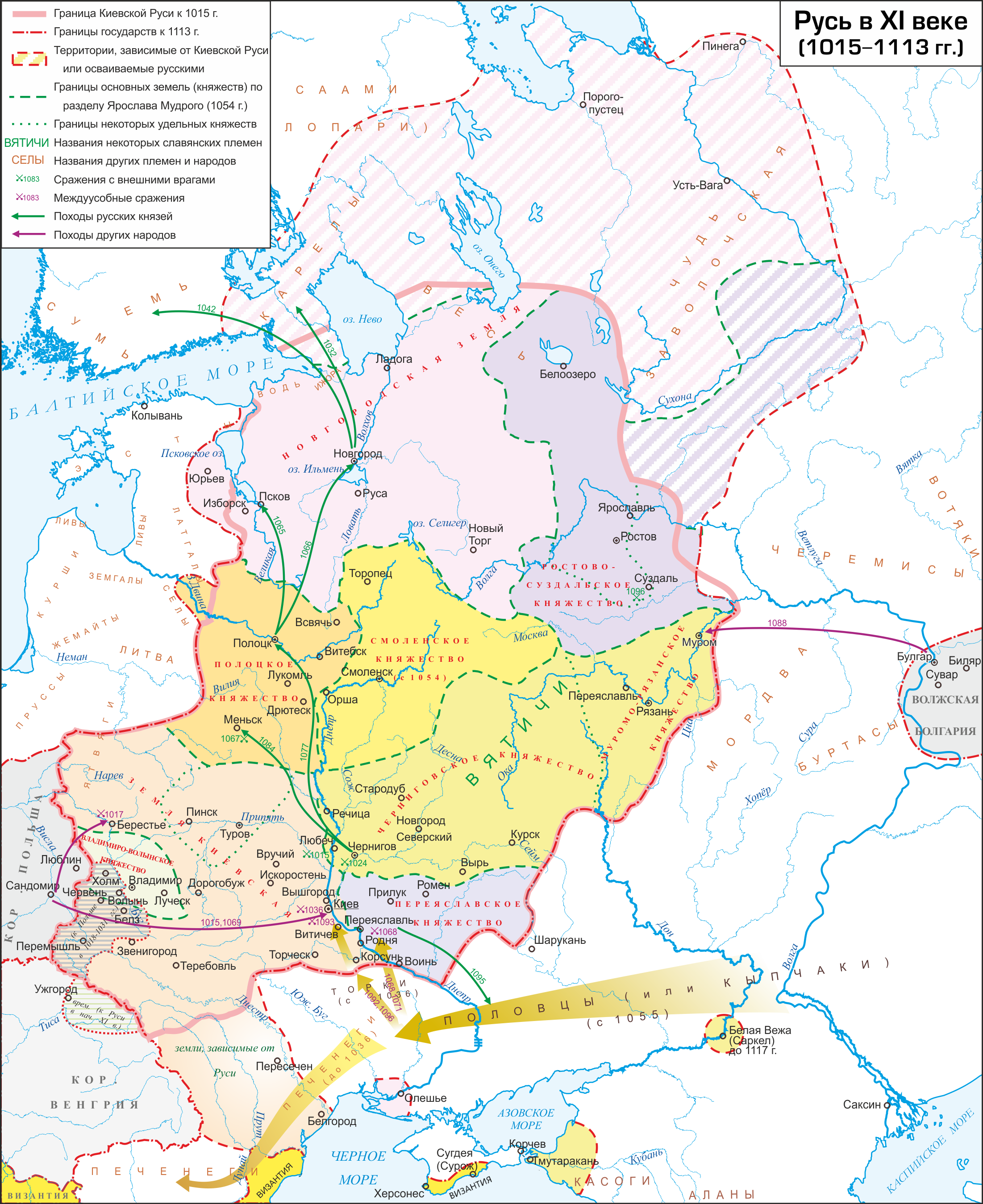
Zavoločí na mapě starověké Rusi (1015–1113)

Zavoločí bylo nejprve osídleno ugrofinskými kmeny. V Nestorově letopisu je napsáno, že ještě před příchodem Varjagů v celém Zavoločí žily domorodé kmeny Mordvinů a Čudů. První Slované se v oblasti usídlovali především v úzkém pásu od Oněgy po Bílé jezero. Od počátku ale Novgorodská republika vyžadovala hold i od vzdálených ugrofinských kmenů a čile s nimi obchodovala. V Nestorově letopise je zmíněno novgorodské vojenské tažení k Pečoře.
Nedaleko od Lači byl nalezen dřevěný váleček, který se používal u uzavírání pytlů, a na něm byly objeveny slovanské runy z 10. století. V obci Patrovskaja, v blízkosti Lači, bylo nalezeno několik novgorodských pečetí z 11. století a na nich byly zmíněny osady Piněga, Ust-Vaga, Emca a Vaga.
Na počátku 12. století se slovanské osady v Zavoločí nacházely především v povodí Oněgy, Vagy a Severní Dviny. V listině Svjatoslava Olgoviče (1137) je uvedeno, že obyvatelé Zavoločí platí církevní desátky, proto je nazývá křesťany a vysloveně zmiňuje novgorodské osady u Bílého moře (Pogost u moře), podél řeky Vagy (Usť-Vaga) a osadu Usť-Emca při Severní Dvině. Oblast Bílého jezera se stala součástí rostovsko-suzdalského knížectví, severní část Zavoločí zůstalo součástí Novgorodské republiky.
Novgorodská kronika zmiňuje v roce 1169 jistého Danslava, který odešel do oblasti Dviny jako Danslava Zavoločského.
Novgorodské osady v Zavoločí jsou také zmíněny v novgorodských dopisech z březové kůry, které byly s největší pravděpodobností mezi lety 1260–1280 napsány v Zavoločí a odeslány do Novgorodu.
Slovanské obyvatelstvo Zavoločí výrazně narostlo po útoku mongolských Tatarů na ruské země v souvislosti s masivní spontánní migrací do severních hraničních zemí, co nejdále od stepí.
V 60. letech 14. století došlo k vážnému nedostatku potravin a surovin v Novgorodu. Novgoroďané se rozhodli tento problém vyřešit tažením přes Zavoločí do Povolží, kde chtěli sehnat dostatek potravin a zboží. Moskvané se rozhodli útoky oplatit a v roce 1386 se vydal kníže Dmitrij Donský na tažení proti Novgorodu. Novgorodská republika chtěla mír a tak si ho koupila za 8 tisíc rublů. V letopisech je zmiňováno, že většina této částky byla vybrána ze Zavoločí.
Roku 1462 byl Važský újezd (kam patřila většina Zavoločí a ruského severu) převeden pod Moskevské knížectví. Roku 1478 se zbytky Zavoločí spolu s celou zbývající Novgorodskou republikou staly součástí Moskevského velkoknížectví a pojmu Zavoločí se přestalo užívat.